# Muzeum Wirtualne im. Władysława Piotrowskiego
Muzeum Wirtualne im. Władysława Piotrowskiego – projekt fotograficzny, realizowany i administrowany przez Fundację Aktywizacja w Łapach.

## Działalność
Wirtualny projekt utworzony oficjalnie 3 lutego 2013 – realizowany i administrowany przez Fundację Aktywizacja we współpracy z Domem Kultury w Łapach – zainicjowany przez Mariana Olechnowicza. Celem projektu jest pozyskiwanie, gromadzenie, konserwacja, digitalizacja, katalogowanie oraz upublicznianie zbiorów (archiwalnych fotografii) autorstwa dawnych fotografów pracujących i tworzących w Łapach i okolicy – m.in. Władysława Piotrowskiego, Mieczysława Plichty, Piotra Kretowicza. Zalążkiem do powstania Muzeum Wirtualnego im. Władysława Piotrowskiego było pozyskanie największej w Polsce prywatnej kolekcji 5643 szklanych klisz, 2000 klatek negatywów i 800 papierowych fotografii (m.in. fotografii przedwojennych i współczesnych Łap, przedwojennego Lwowa, Grodna, Poznania, Torunia, Zakopanego, Częstochowy oraz Helu) – 50. letniej spuścizny autorstwa Władysława Piotrowskiego, fotografa krajoznawcy i dokumentalisty, mieszkającego w Łapach w latach 1922–1997.
Muzeum Wirtualne im. Władysława Piotrowskiego jest organizatorem cotygodniowych pokazów multimedialnych starych fotografii, odbywających się w Domu Kultury w Łapach. W 2012 roku inicjatywa zakładająca powstanie projektu otrzymała nagrodę Marszałka Województwa Podlaskiego – w kategorii inicjatyw na rzecz kultury i dziedzictwa narodowego. Projekt jest finansowany przez Ministerstwo Kultury i Dziedzictwa Narodowego, Starostwo Powiatowe w Białymstoku, Urząd Marszałkowski Województwa Podlaskiego, Gminę Sokoły oraz Narodowy Instytut Audiowizualny.

## Zbiory
Muzeum Wirtualne im. Władysława Piotrowskiego jest w posiadaniu ok. 15 000 fotografii – zbiór galerii jest sukcesywnie uzupełniany.